# Lincoln Olivetti
Lincoln Olivetti Moreira (Nilópolis, 17 de maio de 1954 – Rio de Janeiro, 13 de janeiro de 2015) foi um renomado maestro, arranjador, instrumentista, tecladista, produtor musical e compositor que ficou conhecido pela parceria com o guitarrista Robson Jorge nos anos 70 e 80 nos gêneros soul, funk, MPB, boogie, AOR e música pop e como maestro nos anos 90, 2000 e 2010.

## Inicio de carreira
Lincoln Olivetti Moreira nasceu em 17 de maio de 1954. Filho do casamento de Dr. Milton Olivetti Pereira (advogado e músico amador, ex-proprietário do cartório de Nilópolis) e de Diva Moreira Olivetti,  é o mais velho de três filhos do casal.  
Por influência de seu pai, que era músico amador, ingressou na música com apenas 4 anos de idade. Aos 5 anos, matriculou-se no Conservatório de Nova Iguaçu e, quatro anos mais tarde, entrou para Escola Nacional de Música. Passados outros quatros anos, iniciou o curso de graduação em regência, o qual não chegou a concluir.
Com 12 anos, formou um conjunto de bailes de subúrbio de nome "Lincoln Olivetti e seu conjunto" apresentando-se no circuito de clubes de subúrbio no final dos anos 60 até o inicio dos anos 70. Cursou também a faculdade de engenharia eletrônica, mas não a concluiu.
No ano de 1970, com 16 anos de idade, lança o álbum solo de covers instrumentais das canções de sucesso da época sob o nome de Hot Parade #1.
No ano de 1973, vende os equipamentos de seu conjunto e viaja para os Estados Unidos. Compra teclados que só existiam no exterior, tais como o Piano Rhodes, Clavinet, ARP String Ensemble e Minimoog, e tenta a carreira como músico de estúdio, mas sofria preconceito por ser um músico com experiência de baile. Devido a este fato, muda-se para São Paulo e recebe ajuda de Chiquinho de Moraes, o qual, após um improviso de órgão, disse a Lincoln que "...daqui a uns quatros anos você vai escrever bem".
Aos 22 anos, de idade Lincoln retorna para o Rio de Janeiro.

## Ascensão
Ao voltar para o Rio de Janeiro, em 1977, a convite do produtor Mauro Motta, passa a trabalhar em diversas gravações na gravadora CBS (atual Sony Music Entertainment) e na mesma época conhece Robson Jorge e trabalham juntos no disco Neste Inverno de Tony Bizarro.
No mesmo ano, também arranja e compõe canções junto a Robson Jorge para o álbum Robson Jorge, gravando sucessos como Tudo Bem e Sorriso Falso.
Ainda no mesmo ano, divide com Sérgio Sá os arranjos do álbum Vanusa 30 anos da cantora da Jovem Guarda Vanusa, arranja seis canções do álbum homônimo de Jerry Adriani (de 1977), o álbum homônimo de Ed Carlos (com Robson Jorge), o compacto simples da cantora Adriana e o álbum Chega de Promessas de Reginaldo Rossi (com produção de Tony Bizarro) pela gravadora Continental.
Após as vendas satisfatórias de 500 000 cópias do álbum compacto de Fim de Tarde  de Cláudia Telles, o nome de Lincoln começa a se tornar uma grife na ficha técnica dos discos, seja como músico ou arranjador. 
Em 1978, compõe a canção Black Coco para o grupo Painel de Controle inspirada na canção Rock You Baby de George McCrae.
Durante a gravação do disco Tim Maia Disco Club, após uma briga de Tim Maia com o arranjador do disco, Miguel Cidras (por conta do arranjo de cordas da canção Pais e Filhos), Lincoln é chamado para o arranjo de cordas e acaba finalizando o trabalho de Cidras.
Com o movimento da música disco em alta e a sua habilidade como músico especializado na música negra norte americana, Lincoln grava o sucesso Kitsch Zona Sul para o bailarino, cantor e ator Ronaldo Resedá, o que lhe renderia o convite para criar os arranjos do álbum homônimo do cantor de 1979,  gravado pela Som Livre. 
Ainda no ano de 1978, arranja os álbuns Nossa Imaginação do cantor e guitarrista Don Betto pela gravadora Som Livre, Hora Extra de Zé Rodrix pela gravadora EMI, Adriana da cantora Adriana, Táxi da banda Taxi (junto com Hareton Salvanini), entre outras centenas de canções e compactos lançados no final da década 70.

## Auge da carreira
Na Década de 1980, Lincoln Olivetti e seu parceiro Robson Jorge são contratados pela Som Livre, tornando-se músicos e arranjadores para o cast de artistas da gravadora.
Além de composições, fizeram arranjos para numerosos artistas de renome à época como Gal Costa, Gilberto Gil, Tim Maia, Jorge Ben, Rita Lee, Xuxa, Roberto Carlos, Caetano Veloso, Marcos Valle, Maria Bethânia, Ângela Rô Rô, Zizi Possi, Fagner, Rosanah Fienngo, Biafra, Sidney Magal, Wando, Joanna, entre outros.
Além de artistas brasileiros, gravaram com artistas internacionais, como Jon Lucien, Ana Belén e Luther Vandross (em 1979).
Lincoln torna-se famoso e requisitado por diversos artistas do começo da década e passa a compor também temas instrumentais para as novelas e programas da Rede Globo com produções e direções de Max Pierre e Guto Graça Mello sob o selo da Som Livre.
Como músico, acompanha artistas como Jorge Ben Jor no programa Jorge Ben Especial, gravado com um público de 20 mil pessoas na praia do Arpoador no ano de 1981; Rita Lee no programa Grandes Nomes da Rede Globo, lançado em novembro de 1980, e no primeiro Rock in Rio (1985); e no espetáculo inovador, exibido no Canecão, Fantasia da cantora Gal Costa.
Lincoln chegou ao ano de 1982 com a marca de 360 arranjos por ano, e, em parceria com Robson Jorge, abre a editora musical Asfra, e a locadora de teclados Linke, faturando cerca de 3 a 10 milhões de cruzeiros mensais. Em Jacarepaguá, monta um moderno estúdio caseiro com equipamentos de última geração, incluindo mesas de mixagem de 16 canais.
Compõe trilhas sonoras instrumentais para filmes como Menino do Rio e Rio Babilônia de Neville d'Almeida, lançados respectivamente em 1981 e 1982, além da canção Samba e Alegria para o filme Not Two, But Four de Bud Spencer e Terence Hill.
Em 1982, sob a direção de Max Pierre, gravou o álbum Robson Jorge e Lincoln Olivetti, um álbum quase inteiramente instrumental com somente alguns Scats e canções com poucas letras. Apesar de ser um álbum focado no instrumental, era tocado nas rádios e em bailes da época de seu lançamento devido às qualidades artística e de produção do disco.
O mesmo tornou-se referência internacional, chegando a ser ser tocado por DJs estrangeiros e tornar-se um dos vinis mais raros e caros da música brasileira.

## Críticas e reclusão
“Nunca nem fiz isso que estou fazendo, que era dar entrevista. Mandava o Robson no meu lugar. Na verdade não era uma sacanagem minha, era porque ficava tudo muito pejorativo [...]" -- Lincoln Olivetti em entrevista para Ricardo Schott em 26 de fevereiro de 2013.
Apesar do sucesso financeiro e profissional, a crítica musical especializada acusou Lincoln e Robson de "pasteurizar" e estilizar a música popular brasileira, dando às canções um padrão artístico "americanizado", com uso constante de instrumentos eletrônicos, como o Sintetizador. Por usar ganchos de outras canções famosas, era considerado um plagiador, como no caso do andamento e acordes de What a Fool Believes  da banda americana The Doobie Brothers. Poucos eram os críticos ou jornalistas que escreviam a favor de seu trabalho, sendo um deles o crítico, compositor e produtor Nelson Motta.
A excentricidade, as críticas negativas e o temperamento fechado avesso a entrevistas e a fotos tornaram a figura pública de Lincoln uma pessoa apática, o que resultou em um período de reclusão por uma década trancado em casa, tempo o qual passou boa parte trabalhando em seu estúdio.

## Retorno aos palcos e à mídia
Apesar de sua reclusão, Lincoln não parou de gravar enquanto se mantinha em seu estúdio, trabalhando, tanto para artistas como Roberto Carlos, quanto para artistas de público alvo infantil, como Angélica, Xuxa, Trem da Alegria, Dominó e Patricia Marx.
Gravou diversas canções e singles para os artistas supracitados com sua então esposa Cláudia Olivetti, e parcerias com Robertinho de Recife e Márcio Montarroyos.
Em 1994, durante a produção do disco Assim Caminha a Humanidade de Lulu Santos, foi chamado pelo produtor e DJ Memê para criar o arranjo de cordas da canção titulo do álbum. Como contou Memê no episódio de O Som do Vinil,  apresentado por Charles Gavin em 07 de dezembro de 2018 no Canal Brasil, todos duvidaram que Lincoln apareceria no estúdio, mas acabaram surpreendidos pela sua presença,
Mais tarde, no final dos anos 90, seria chamado por Ed Motta para criar o arranjo de cordas da faixa Daqui pro Méier do disco Manual Prático para Festas, Bailes e Afins. Ainda no final dos anos 90 trabalhou com nomes como Sandy & Junior, Fat Family e Karametade.
Nos anos 2000, trabalhou em álbuns como "Acústico MTV - Jorge Ben Jor"  de Jorge Ben Jor, "Acústico MTV - Engenheiros do Hawaii" da banda Engenheiros do Hawaii, "De Corpo e Alma Outra Vez" de Marina Elali, Soul Brasileiro do cantor D'Black e Infinito Paraíso de Guto C.
De 2010 para 2011, o elenco da Globo e, de 2011 para 2012, artistas da música brasileira cantaram a canção Um Novo Dia, de Lincoln Olivetti e Robson Jorge, tema de abertura do Show da Virada.
Em 2011, junto do produtor e baixista Alexandre Kassin, voltou aos palcos executando faixas do álbum Robson Jorge & Lincoln Olivetti ao vivo no Solar de Botafogo na quarta edição do CopaFest. Ainda à pedido Alexandre Kassin, em 2015, realizou os arranjos Estratosférica de Gal Costa. Um dos seus últimos trabalhos foi como líder da Big band do programa de audiência The Voice Brasil da Rede Globo.

## Morte e legado
Lincoln Olivetti veio a falecer no dia 13 de janeiro de 2015, sendo a causa da morte um infarto.
O legado de Lincoln Olivetti vem crescendo nos últimos anos, desde a sua redescoberta por músicos brasileiros da nova geração como Donatinho (filho de João Donato), Alexandre Kassin e Lucas Arruda. Lincoln vem sendo lembrado e reeditado por DJ´s, estudiosos da música brasileira e entusiastas estrangeiros, como a famosa playlist Brazilian Boogie Boss 1978-1984 do DJ The Ambassador.
Lincoln Olivetti foi um do pioneiros tanto em equipamentos como em métodos de arranjo e gravação. Era um dos poucos músicos que conseguia programar sínteses de sintetizadores e dominava vários instrumentos digitais como Linn 9000, Minimoog, Piano Rhodes, Yamaha CP-80, Oberheim OB-X, Clavinet, Yamaha DX7, Piano Dynomy, Korg PolySix, Roland Corporation Jupiter 8, Órgão Hammond, Vocoders e Yamaha CS-80.
Em métodos de arranjo, aprendeu com grandes nomes como Jerry Hey, Quincy Jones e Toto.
Montou seu estúdio caseiro com o que havia de mais moderno à época, importando equipamentos dos Estados Unidos em suas diversas viagens ao país, obtendo padrão de qualidade internacional. Por conta de sua expertise em eletrônica e produção, ganha a alcunha de Mago do Pop e/ou Feiticeiro dos estúdios.
Eram notáveis suas excentricidades, como o uso de óculos escuro no estúdio, a pouca iluminação no ambiente (provavelmente por conta de sua fotofobia) e o costume de gravar somente de madrugada, o que o levou a ser apelidado de morcegão.
“Quanto mais se vê, menos se ouve.”
-- Lincoln Olivetti 
Seu estúdio caseiro era tão moderno que diziam ser superior ao estúdio da RCA Victor (considerado por décadas como o maior e melhor estúdio da América Latina), tanto que a própria RCA fez diversas parcerias com o mesmo, nas quais artistas, como Fagner, Joanna, Fafá de Belém e muitos outros, gravavam as bases instrumentais no estúdio do Lincoln e a voz no estúdio da gravadora. Tudo isso acontecia quando, segundo Tim Maia, o estúdio ainda estava na "fase da manivela".
Em 2019, foi lançada a série documental O Mago do Pop, exibida no canal por assinatura Music Box Brazil.

## Discografia como artista
- Lincoln Olivetti - Hot Parade #1 (1970)
- Robson Jorge & Lincoln Olivetti (1982)